# ニジエ (ソーシャル・ネットワーキング・サービス)
ニジエは、二次元の性的描写を専門とするイラスト投稿型ソーシャル・ネットワーキング・サービス（SNS）、並びにそのSNSに基づいて、2014年4月1日に設立された企業。本項ではこれらに加えて、女性向けイラスト投稿SNS「ホルネ」についても記す。
ニジエは2022年11月にpixivにて表現規制の強化が報じられた際に、ユーザーから移転先の一つとして提示された。